# Synecdoche helenae
Synecdoche helenae är en insektsart som först beskrevs av Van Duzee 1918.  Synecdoche helenae ingår i släktet Synecdoche och familjen vedstritar. Inga underarter finns listade i Catalogue of Life.